# أشوك كومار (مصارع رياضي هندي)
أشوك كومار (بالإنجليزية: Ashok Kumar) هو مصارع رياضي هندي، ولد في 28 أكتوبر 1959.

## وصلات خارجية
- أشوك كومار على موقع قاعدة بيانات المصارعة الدولية (الإنجليزية)
- أشوك كومار على موقع أوليمبيديا (الإنجليزية)
- أشوك كومار على موقع اتحاد ألعاب الكومنولث (مؤرشف) (الإنجليزية)